# سیارک ۲۶۳۰۷
سیارک ۲۶۳۰۷ (به انگلیسی: 26307 Friedafein، نامگذاری:1998SE163)۲۶۳۰۷مین سیارک کشف شده‌است که در ۲۶ سپتامبر ۱۹۹۸ کشف شد.